# Bayreuth
Bayreuth – miasto na prawach powiatu w Niemczech, w kraju związkowym Bawaria, siedziba rejencji Górna Frankonia, w regionie Oberfranken-Ost. Siedziba powiatu Bayreuth, chociaż miasto do niego nie należy. Znane na świecie ze względu na odbywające się tam rokrocznie festiwale wagnerowskie. Przez Bayreuth przepływa Czerwony Men. Zakłady przemysłu elektrotechnicznego, maszynowego, chemicznego, włókienniczego, skórzanego, porcelanowego, piwowarskiego.
W mieście znajduje się stacja kolejowa Bayreuth Hauptbahnhof.

## Historia

### Średniowiecze
Data założenia miasta jest nieznana. Pierwsza pisemna wzmianka na jego temat pochodzi z roku 1194 – miejscowość nosiła wówczas nazwę Baierrute, co najprawdopodobniej oznacza miejsce wykarczowane przez Bajuwarów. Prawa miejskie miejscowość uzyskała między 1200 i 1230 rokiem. W kolejnych stuleciach Bayreuth rozwijało się bardzo wolno, a w 1430 roku zostało zniszczone przez husytów, którzy dokonali rzezi wśród kleru oraz podpalili kościoły i ratusz. W latach 1440–1457 margrabia Jan Alchemik wybudował w Bayreuth pałac.

### Czasy nowożytne
W roku 1528 władcy marchii Brandenburg-Kulmbach, na której terenie leżało miasto, przyjęli wyznanie luterańskie. Wraz z przeniesieniem ich rezydencji do Bayreuth w roku 1603 nastąpił przełom w historii miasta, które zyskało na znaczeniu. Wydarzenie to przyćmiła jednak seria nieszczęść, jakie nawiedziły gród w początkach XVII wieku: dwa pożary w latach 1605 i 1621 oraz epidemia dżumy w roku 1620. Znaczących strat przysporzyła miastu również wojna trzydziestoletnia.
Stary pałac, wybudowany w połowie XV wieku przez margrabiego Jana Alchemika, po przeniesieniu rezydencji do Bayreuth poddano licznym przebudowom i rozbudowom. W drugiej połowie XVII wieku z inicjatywy margrabiów powstał zewnętrzny pierścień murów miejskich, gimnazjum, barokowy kościół pałacowy oraz reprezentacyjna fontanna upamiętniająca udział margrabiego Christiana Ernsta w odsieczy wiedeńskiej. Jego następca, margrabia Jerzy Wilhelm, w roku 1701 założył w sąsiedztwie miasto Sankt Georgen będące od 1818 roku dzielnicą Bayreuth. Jego centralnym punktem stała się letnia rezydencja margrabiów ze sztucznym Jeziorem Brandenburskim (osuszonym pod koniec XVIII wieku). W roku 1715 w Sankt Georgen powstała książęca manufaktura wyrobów fajansowych.

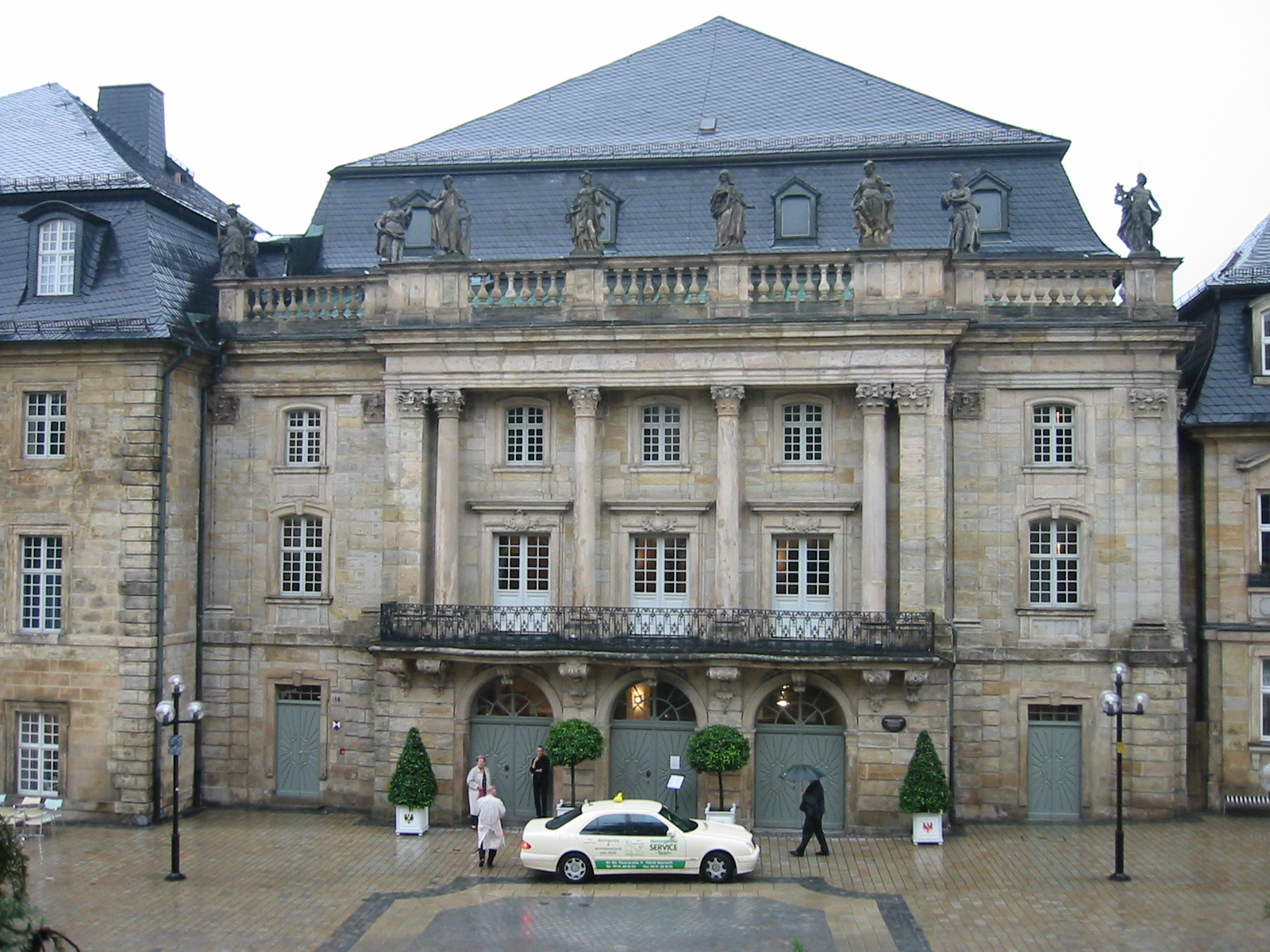
Opera Margrabiów

Okres szczególnego rozkwitu Bayreuth przeżyło za panowania margrabiego Fryderyka (1735–1763) za sprawą jego małżonki Wilhelminy, ulubionej siostry króla Prus Fryderyka Wielkiego. Powstała wówczas słynna Opera Margrabiów z bogato zdobionym barokowym wnętrzem (1744–1748) oraz liczne budowle reprezentacyjne, takie jak Nowy Ermitaż (1749–1753), Nowa Rezydencja (budowana od roku 1754 po pożarze, który strawił starą rezydencję) oraz nowe budowle przy obecnej ulicy Friedrichstraße.

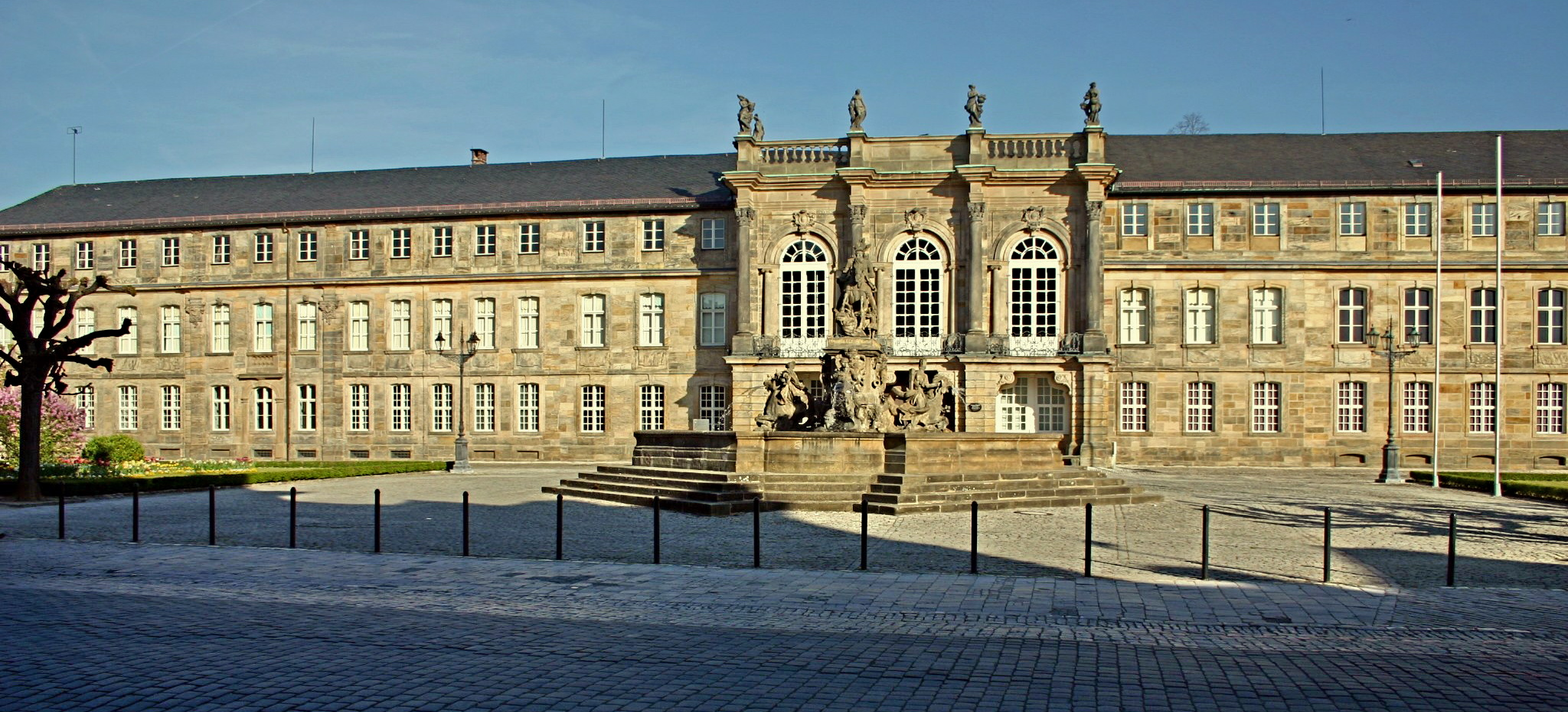
Nowa Rezydencja

W roku 1742 powstała Akademia Nauk podniesiona rok później do rangi uniwersytetu. Jednak ze względu na wyjątkowo nieprzychylny stosunek miejscowej ludności – doszło nawet do poważnych ekscesów – już po kilku miesiącach uniwersytet przeniesiono do Erlangen, gdzie istnieje do dzisiaj. Bayreuth miastem uniwersyteckim stało się ponownie dopiero w XX wieku.
Po śmierci margrabiego Fryderyka w roku 1763 wielu artystów i rzemieślników, pracujących uprzednio przy rozbudowie miasta, przeniosło się do Poczdamu i Berlina na dwór Fryderyka Wielkiego, kolejny margrabia Fryderyk Christian nie miał bowiem pieniędzy i nie interesował się sztuką.
Panowanie margrabiów zakończyło się 2 stycznia 1791 wraz z abdykacją margrabiego Karola Aleksandra, który zrzekł się swych księstw Brandenburg-Kulmbach i Ansbach na rzecz Prus. Władzę nad miastem przejął pruski minister, baron Karl August von Hardenberg. Jednak już w roku 1806 obydwa księstwa w wyniku wojen napoleońskich przeszły pod panowanie Cesarstwa Francuskiego, a w roku 1810 Napoleon Bonaparte odsprzedał je Królestwu Bawarii.

### XIX wiek
Przy budowie kolei bawarskich magistralę z Norymbergi do Hof zaplanowano tak, iż omijała Bayreuth. Połączenie kolejowe miasto uzyskało dopiero w roku 1853 r., po wybudowaniu linii Bayreuth – Neuenmarkt – Wirsberg, a koszty budowy Bayreuth musiało pokryć z funduszy własnych. W kolejnych latach powstało pięć dalszych linii kolejowych o znaczeniu wyłącznie lokalnym.

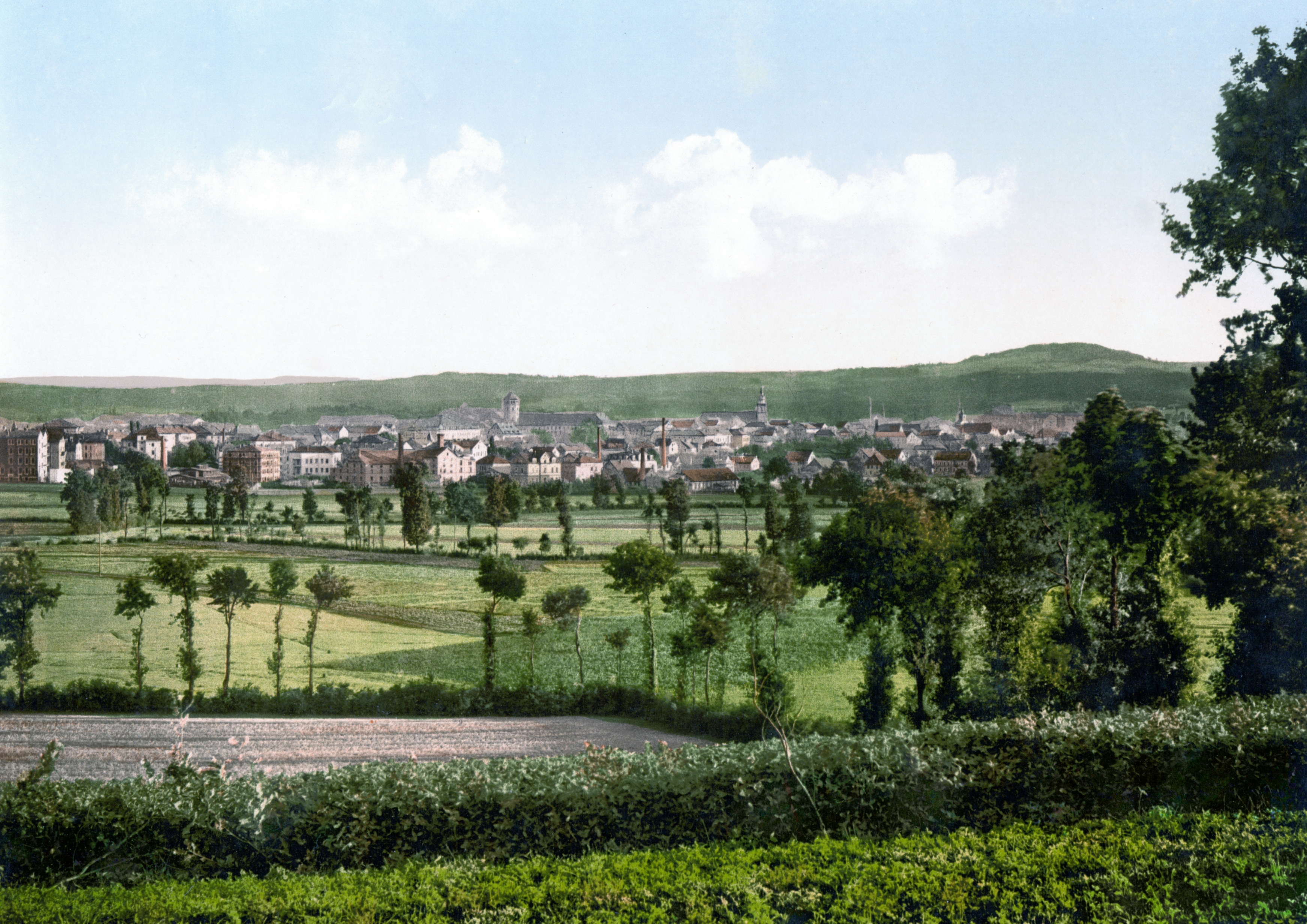
Bayreuth około 1900 roku

17 kwietnia 1870 do miasta przybył Richard Wagner, który w barokowej Operze Margrabiów zamierzał wystawiać swe dzieła. Ostatecznie z planów tych jednak zrezygnował, kanał orkiestrowy nie mieścił bowiem wystarczającej liczby muzyków, a atmosfera wnętrza niezbyt pasowała do wagnerowskiej koncepcji „dzieła przyszłości”. Przy wydatnej pomocy miasta, które udostępniło odpowiednią parcelę na tak zwanym Zielonym Wzgórzu (Grüner Hügel), Wagner wybudował własny Teatr Operowy. Wmurowanie kamienia węgielnego pod tę budowlę odbyło się 22 maja 1872 roku, zaś jej uroczyste otwarcie – 13 sierpnia 1876 roku.
W drugiej połowie XIX wieku w Bayreuth powstały pierwsze nowoczesne zakłady przemysłowe: kilka przędzalni, rafinerie cukru, fabryki słodyczy, fabryka sikawek strażackich, powozów, wytwórnie maszyn i odlewnie wyrobów żelaznych. Na przełomie wieków powstały także nowe dzielnice miasta, między innymi w okolicach dworca, oraz kilka reprezentacyjnych gmachów użyteczności publicznej: sąd, siedziba władz rejencji, bank państwowy.

### XX wiek
Po zakończeniu wojny w roku 1918 władzę nad miastem przejęły na krótko rady robotniczo-żołnierskie. Bayreuth już w latach dwudziestych było silnie powiązane z ruchem nazistowskim. Bliskie osobiste więzi łączyły rodzinę Wagnerów z Adolfem Hitlerem, który w roku 1923 po raz pierwszy odwiedził potomków słynnego kompozytora – zażyłość była tak daleka, że dzieci z rodziny Wagnerów zwracały się do wodza Trzeciej Rzeszy per wujku.
Po przejęciu władzy przez nazistów Bayreuth w roku 1933 zostało stolicą okręgu partyjnego Bawarska Marchia Wschodnia (Bayerische Ostmark). Szczycono się, że Bayreuth jest ulubionym miastem Hitlera. Naziści nosili się z ambitnymi planami przebudowy miasta, które osobiście zatwierdził Hitler i jego ulubiony architekt Albert Speer. Zrealizowano tylko niewielką ich część, adaptując budynek ujeżdżalni margrabiów na miejsce wieców i wyburzając pobliskie stajnie, na których miejscu powstał plac defilad. W Bayreuth umiejscowiono również centralę Narodowosocjalistycznego Związku Nauczycieli (Nationalsozialistische Lehrerbund). W roku 1937 koło miasta poprowadzono nowo wybudowaną autostradę.
Podczas nocy kryształowej (9/10 listopada) zdemolowano miejscową synagogę oraz szereg sklepów i mieszkań żydowskich. Kilkadziesiąt osób żydowskiego pochodzenia aresztowano – większość z nich jednak już niebawem wyszła na wolność.
Żydów pozostałych w mieście po wybuchu wojny (część zdążyła wcześniej wyemigrować) wywieziono w dwóch turach – 24 października 1941 roku oraz 16 stycznia 1942 roku – w większości do getta w Rydze, a niewielką część do Auschwitz, Theresienstadt i Izbicy. Według oficjalnych danych deportowano łącznie 58 osób, według szacunków historyków było ich faktycznie więcej, bo ponad 70. Wojnę przeżyły tylko cztery osoby z tej grupy.
Podczas ciężkich nalotów w dniach 5, 8 i 11 kwietnia 1945 roku w gruzach legło wiele budynków użyteczności publicznej, zakładów przemysłowych oraz 4500 mieszkań. 741 osób poniosło śmierć. 14 kwietnia miasto zostało zajęte przez wojska amerykańskie.
Po zakończeniu II wojny światowej Bayreuth weszło w skład amerykańskiej strefy okupacyjnej. Władze wojskowe na terenie miasta urządziły obóz dla tak zwanych dipisów (większość z nich pochodziła z Ukrainy).
W roku 1951 odbył się pierwszy powojenny festiwal wagnerowski.
Podczas kadencji nadburmistrza Hansa-Waltera Wilda w mieście powstało wiele nowoczesnych budowli kosztem historycznej zabudowy, której część rozebrano, aby zrobić miejsce nowej zabudowie.
W roku 1971 parlament bawarski podjął decyzję o utworzeniu w Bayreuth uniwersytetu – pierwszy rok akademicki na uczelni inaugurowano 3 listopada 1975.

## Gospodarka
Na terenie miasta działają zakłady przemysłu elektrotechnicznego, maszynowego, chemicznego, budowlanego, włókienniczego, optycznego, tytoniowego i porcelanowego. Na uwagę zasługuje również manufaktura Steingraeber & Söhne produkująca od 1852 roku fortepiany i pianina światowej klasy.

## Kultura

### Teatr
- Teatr Operowy na Zielonym Wzgórzu (Richard-Wagner-Festspielhaus auf dem Grünen Hügel), miejsce rokrocznych festiwali wagnerowskich
- Opera Margrabiów, jedno z niewielu doskonale zachowanych barokowych wnętrz operowych świata
- Hala Miejska (Stadthalle Bayreuth(inne języki)), pełniąca funkcję teatru oraz sali koncertowej (Bayreuth nie posiada własnego teatru, w mieście goszczą jednak regularnie zespoły teatralne z innych miast)
- scena Studyjna w Bayreuth (Studiobühne Bayreuth(inne języki))

### Muzea

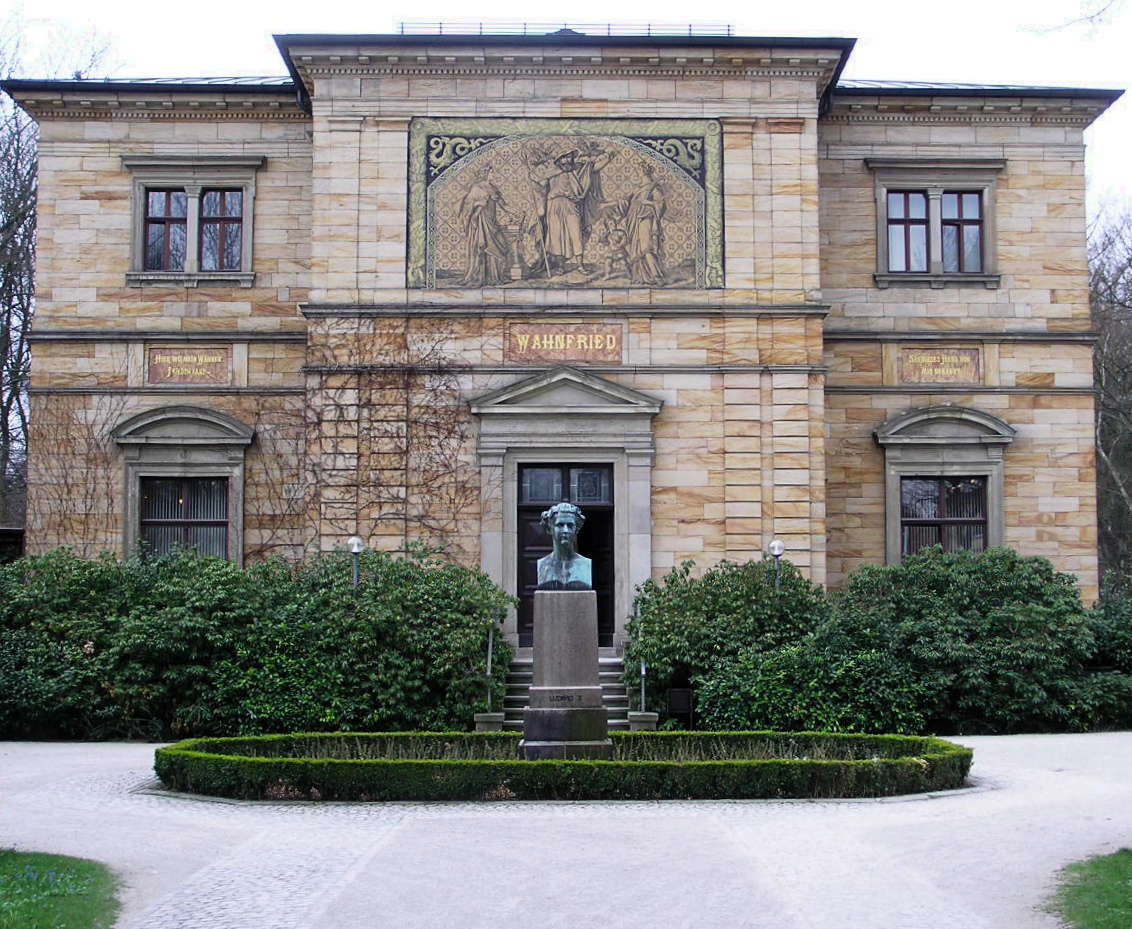
Willa Wahnfried

- Nowa Rezydencja (pomieszczenia reprezentacyjne margrabiów i kolekcja fajansów miejscowej produkcji)
- muzeum poświęcone Richardowi Wagnerowi w willi Wahnfried, ostatnim miejscu zamieszkania kompozytora (do roku 1966 w posiadaniu rodziny)
- muzeum poświęcone pisarzowi Jeanowi Paulowi (Jean-Paul-Museum)
- muzeum poświęcone Ferencowi Lisztowi – w domu kompozytora (Franz-Liszt-Museum)
- Muzeum Historyczne, poświęcone historii miasta (Historisches Museum Bayreuth(inne języki))
- Muzeum Sztuk Pięknych z dziełami artystów XX-wiecznych (Kunstmuseum Bayreuth(inne języki))
- filia Bawarskich Państwowych Kolekcji Malarskich w Nowej Rezydencji z 80 dziełami holenderskich i niemieckich malarzy z XVII i XVIII wieku (Bayerische Staatsgemäldesammlungen(inne języki))
- Muzeum Archeologiczne z eksponatami pochodzącymi z regionalnych wykopalisk (Archäologisches Museum)
- Niemieckie Muzeum Maszyn do Pisania (Deutsches Schreibmaschinenmuseum(inne języki))
- Muzeum Browarnictwa z kolekcją 5500 kufli do piwa – wpisane do księgi rekordów Guinnessa (Maisel’s Brauerei- und Büttnereimuseum)
- Niemieckie Muzeum Wolnomularskie (Deutsches Freimaurer-Museum(inne języki))
- Małe Muzeum Plakatu (Kleines Plakatmuseum)
- Muzeum Tytoniu (Tabakhistorische Sammlung)
- Muzeum Wyrobów Porcelanowych firmy Walküre (Porzellanmuseum Walküre)

### Imprezy cykliczne

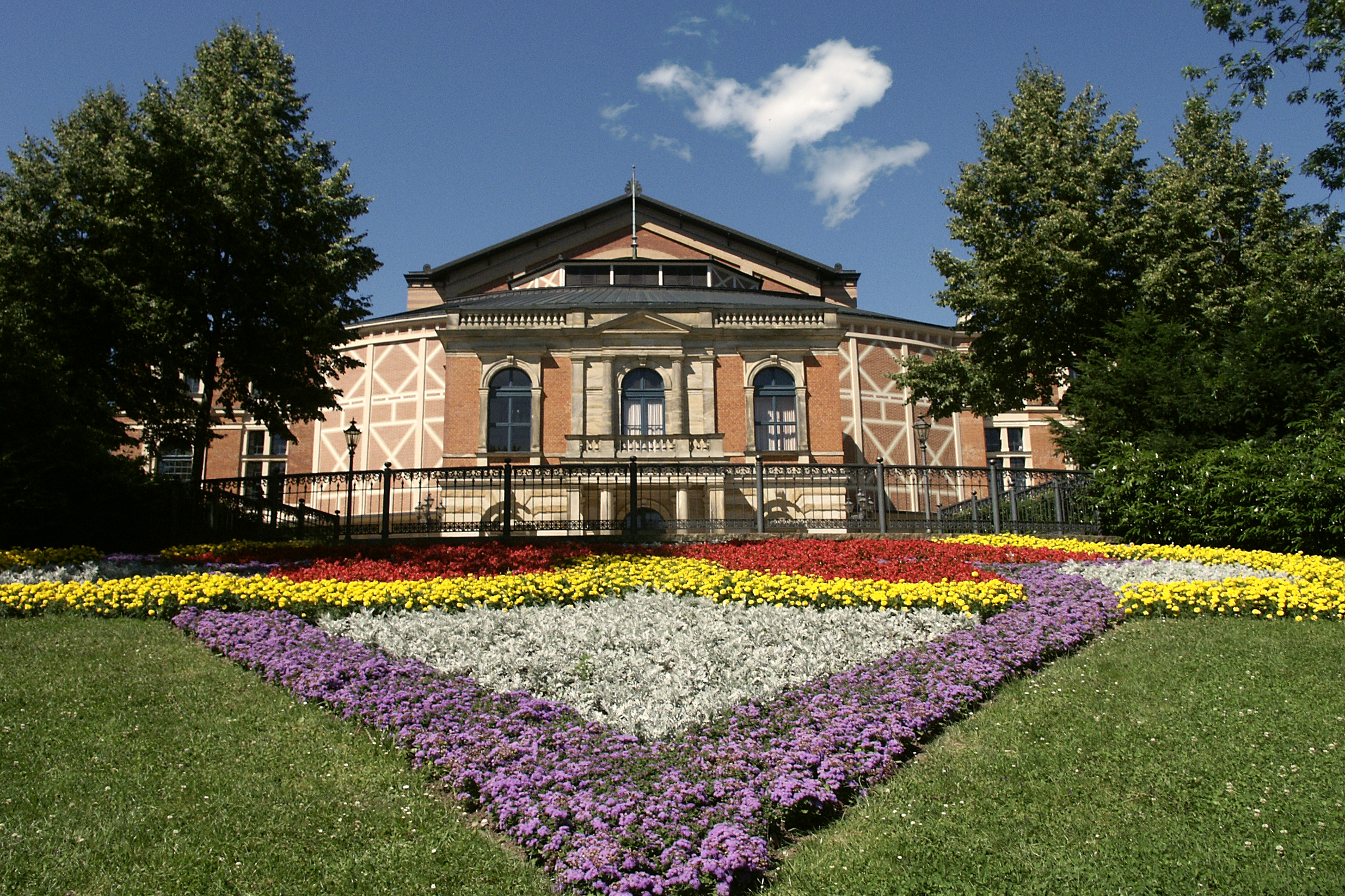
Teatr Operowy na Zielonym Wzgórzu

- Festiwal Wagnerowski (lipiec-sierpień)
- Koncerty Młodych Wirtuozów Fortepianu (maj-lipiec oraz listopad-styczeń)
- Festiwal Fortepianowy (lipiec)
- Czas na Nową Muzykę (czerwiec)
- Musica Bayreuth (maj)
- Festiwal Wielkanocny (kwiecień; koncerty na rzecz dzieci chorych na raka)
- Festiwal Barokowy (wrzesień; przedstawienia operowe w historycznej Operze Margrabiów)
- Tydzień Frankoński (maj; opera i balet)
- Święto Piwa Maisel’s Weissbierfest (maj)
- Noc Muzeów (październik)

## Zabytki

### Budowle świeckie
- Nowa Rezydencja z parkiem pałacowym
- Opera Margrabiów
- Ermitaż
- Zamek myśliwski (Jagdschloss Thiergarten(inne języki))
- pałac Colmdorf
- Teatr Operowy im. Richarda Wagnera

### Budowle sakralne
- Kościół pw. Trójcy Świętej (Heilig Dreifaltigkeit)
- Kościół pałacowy
- Kościół w Sankt Georgen
- Kościół pw. św. Jana (St. Johannis)
- Kościół Szpitalny (Spitalkirche)

## Szkolnictwo i nauka
Bayreuth to miasto uniwersyteckie. Uniwersytet w Bayreuth powstał w roku 1975 i jest jedną z najmłodszych uczelni w Niemczech. Specjalizuje się w zakresie nauk prawnych i ekonomicznych, afrykanistyki, biologii, chemii, biochemii, matematyki, biofizyki, informatyki, geografii, ochrony środowiska i materiałoznawstwa. Wszystkie budynki znajdują się na terenie miasteczka uniwersyteckiego oddzielonego od pozostałej części miasta. Na uczelni studiuje obecnie ponad 10 tys. studentów, w tym wielu obcokrajowców.
Na terenie miasta działa również Ewangelicka Akademia Muzyki Sakralnej (Hochschule für evangelische Kirchenmusik Bayreuth), ponadto sześć szkół średnich, dwie realne oraz szereg szkół zawodowych. W dzielnicy Wolfsbach znajduje się ponadto materiałoznawcze centrum innowacyjne (Kompetenzzentrum für Neue Materialien). Bawarska Akademia Nauk w rejonie Bayreuth prowadzi badania gwaroznawcze zbierając materiały do Słownika Wschodniofrankońskiego.

## Sport
W mieście znajduje się kompleks sportowy, trzy baseny kryte (w tym jeden o długości 50 metrów), jeden basen odkryty, hala sportów zimowych oraz stadion. Na terenie miasta działa ponad 60 stowarzyszeń sportowych. Pośród nich na uwagę zasługuje Hurrican Bayreuth – działająca tam sekcja hokeja ulicznego pięciokrotnie zdobyła tytuł mistrza Niemiec (1996, 1997, 2001, 2005, 2007).

## Osoby

### urodzone w Bayreuth
- Krystyna Eberhardyna Hohenzollernówna – królowa Polski, żona Augusta II
- Christoph Friedrich von Ammon – niemiecki pisarz i kaznodzieja

### związane z miastem
- Ferenc Liszt – kompozytor i pianista
- Jean Paul – pisarz
- Richard Wagner – kompozytor

## Współpraca
Miejscowości partnerskie:
- Annecy, Francja od 1966 r.
- Burgenland, Austria od 1990 r.
- Franciszkowe Łaźnie, Czechy od 1955 r.
- La Spezia, Włochy od 1999 r.
- Lexington, Stany Zjednoczone
- Praga, Czechy od 2008 r.
- Rudolstadt, Turyngia od 1990 r.
- Tekirdağ, Turcja od 2012 r.

Ponadto trwają rozmowy z miastem Shrewsbury w Anglii.